# دراگانووو (استان دوبریچ)
دراگانووو (به بلغاری: Draganovo) یک منطقهٔ مسکونی در بلغارستان است که در شهرستان دوبریچکا واقع شده‌است.